# Bisdom Knoxville
Het bisdom Knoxville (Latijn: Dioecesis Knoxvillensis) is een rooms-katholiek bisdom met als zetel Knoxville, in de Amerikaanse staat Tennessee. Het bisdom is suffragaan aan het aartsbisdom Louisville. 

## Geschiedenis
Het bisdom werd opgericht op 27 mei 1988, uit delen van het bisdom Nashville. 

## Parochies
Het bisdom had in 2021 een oppervlakte van 36.872 km2 en telde 2.494.098 inwoners waarvan 2,7% rooms-katholiek was.

## Bisschoppen
- Anthony Joseph O’Connell (27 mei 1988 - 12 november 1998)
- Joseph Edward Kurtz (26 oktober 1999 - 12 juni 2007)
- Richard Frank Stika (12 januari 2009 - 27 juni 2023)
  - Shelton Joseph Fabre (apostolisch administrator: 27 juni 2023 - 26 juli 2024)
- James Mark Beckman (7 mei 2024 - heden)

## Galerij van afbeeldingen

Wapen van het bisdom
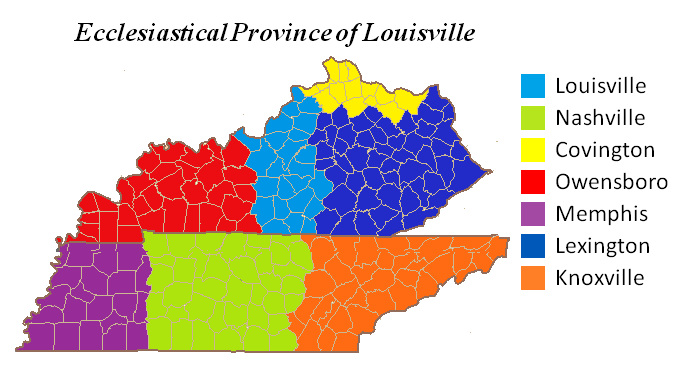
Kerkprovincie met aartsbisdom en suffragane bisdommen
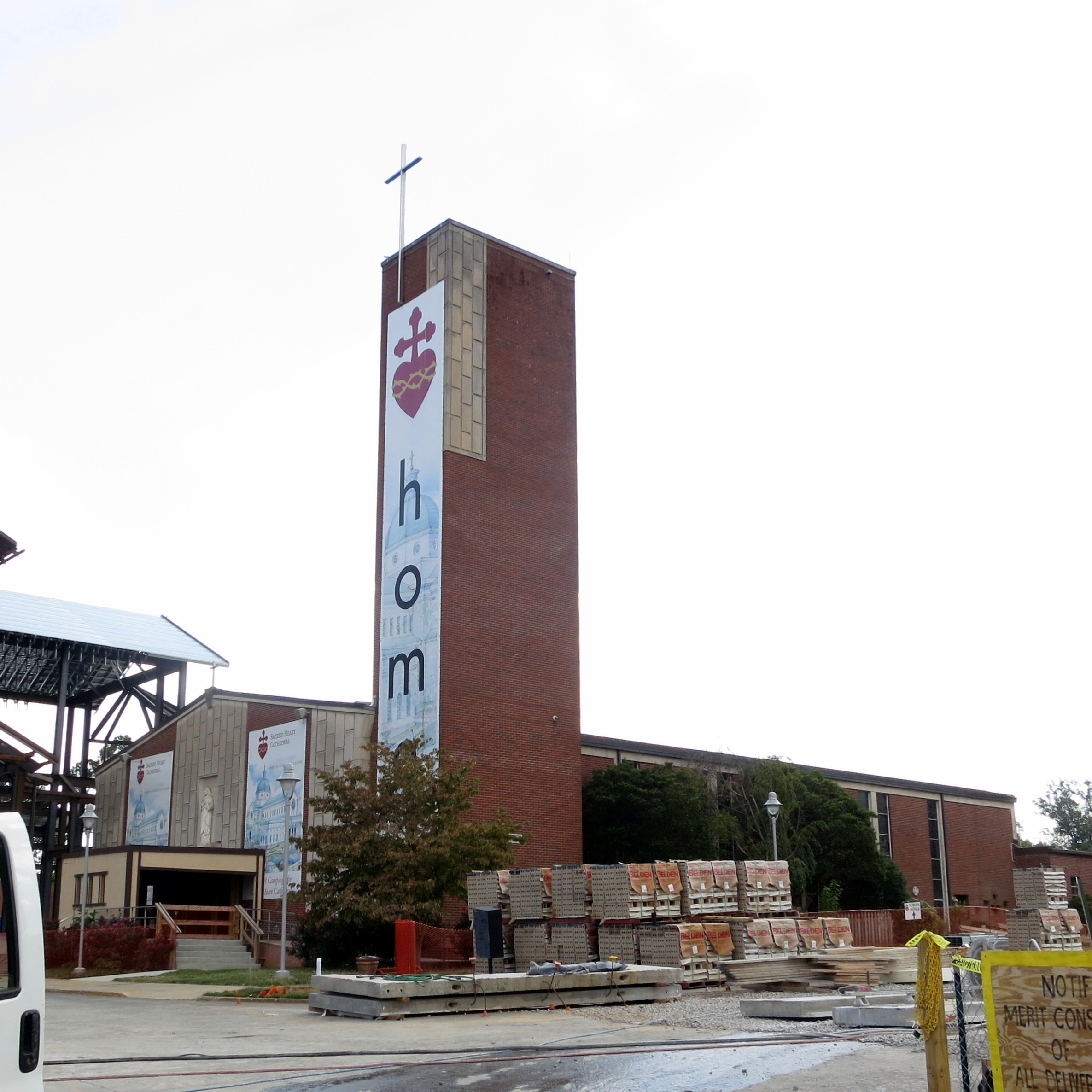
Voormalige Sacred Heart Cathedral uit 1956, met de nieuwe kathedraal onder constructie in 2016
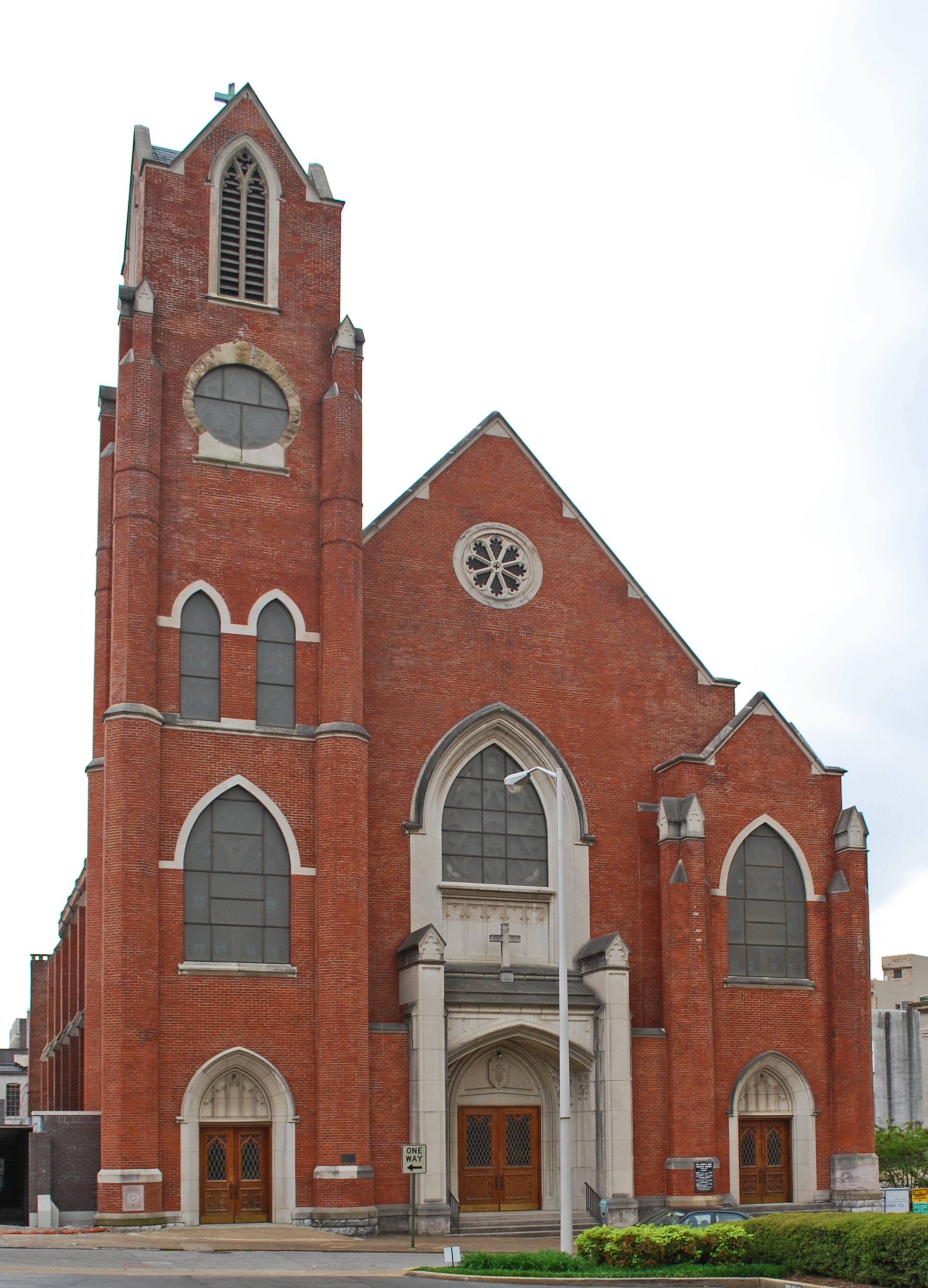
Basilica of Saints Peter and Paul in Chattanooga
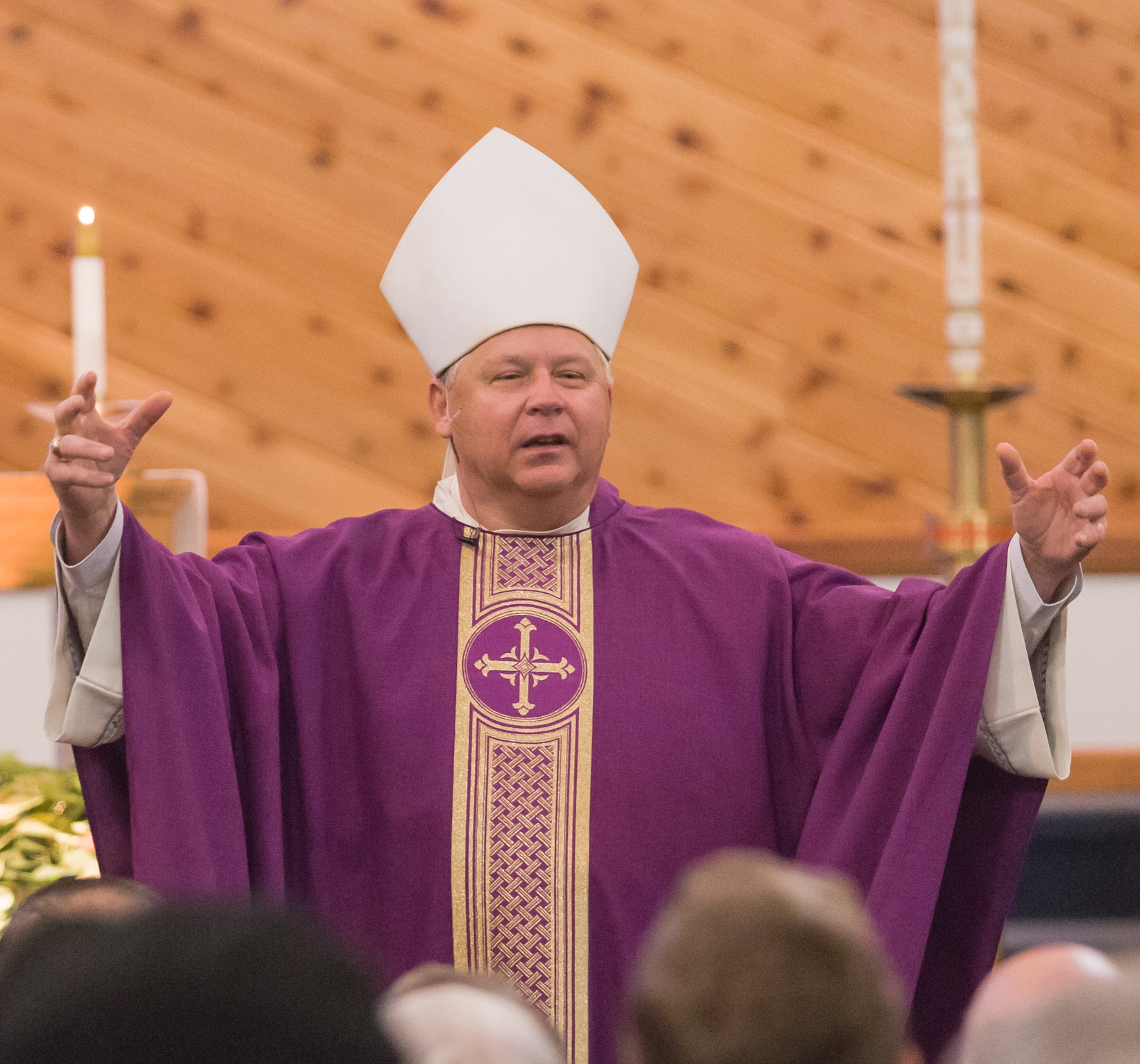
Bisschop Richard Frank Stika (2009-2023)

Louisville (aartsbisdom) · Covington · Knoxville · Lexington · Memphis · Nashville · Owensboro